# Timespace - The Best of Stevie Nicks
Timespace - The Best of Stevie Nicks è un album discografico di raccolta da solista della cantante statunitense Stevie Nicks, già vocalist dei Fleetwood Mac. Il disco è uscito nel 1991.

## Tracce
1. Sometimes It's a Bitch (inedito) – 4:37 (Jon Bon Jovi/Billy Falcon)
2. Stop Draggin' My Heart Around (duetto con Tom Petty) – 4:04 (Tom Petty/Michael Campbell)
3. Whole Lotta Trouble (Remix) – 4:30 (Nicks/Campbell)
4. Talk to Me – 4:10 (Chas Sanford)
5. Stand Back – 4:56 (Nicks)
6. Beauty and the Beast – 6:04 (Nicks)
7. If Anyone Falls – 4:07 (Nicks/Stewart)
8. Rooms on Fire – 4:39 (Nicks/Rick Nowels)
9. Love's a Hard Game to Play (inedito) – 5:02 (Bret Michaels/Pat Schunk)
10. Edge of Seventeen – 5:27 (Nicks)
11. Leather and Lace (duetto con Don Henley) – 3:48 (Nicks)
12. I Can't Wait – 4:36 (Nicks/Nowels/E. Pressly)
13. Has Anyone Ever Written Anything for You? – 4:37 (Nicks)
14. Desert Angel (inedito) – 5:21 (Nicks/Campbell)